# Heliga Treenighetskyrkan, Petrič
Heliga Treenighetskyrkan (serbiska: Црква Свете Тројице/Crkva Svete Trojice; albanska: Kisha e Shën Trinisë) var en serbisk-ortodox kyrkobyggnad, som låg i byn Petrič i staden Peja i Peja distrikt, i västra Kosovo. 
Kyrkan var helgad åt Treenigheten och tillhörde Raškas och Prizrens stift. 

## Historik
Heliga Treenighetskyrkan i Petrič började att byggas år 1992 som en donation av en familj vid namn Karić.
Kyrkan vandaliserades kort efter ankomsten av italienska KFOR-trupper, vilket ledde till att hela den lokala serbiska befolkningen var tvungna att fly. Även tre bönder blev mördade av beväpnade medlemmar av det albanska gerillanätverket Ushtria Çlirimtare e Kosovës (UÇK).
I juni 1999, under Kosovokriget, vandaliserades kyrkan återigen och i augusti samma år totalförstördes den av kosovoalbaner.

### Allmänna källor
- Den här artikeln är delvis baserad på material från engelskspråkiga Wikipedia, Church of Holy Trinity, Petrič, 12 juli 2023.

- Raspeto Kosovo: Unistene i oskrnavljene svetinje (13) (rastko.rs)